# Saulcy (Jura)
Saulcy es una comuna suiza del cantón de Jura, localizada en el distrito de Delémont. Limita de noroeste a sureste con la comuna de Haute-Sorne, al sur con Rebévelier (BE) y Lajoux, y al oeste con Saint-Brais.

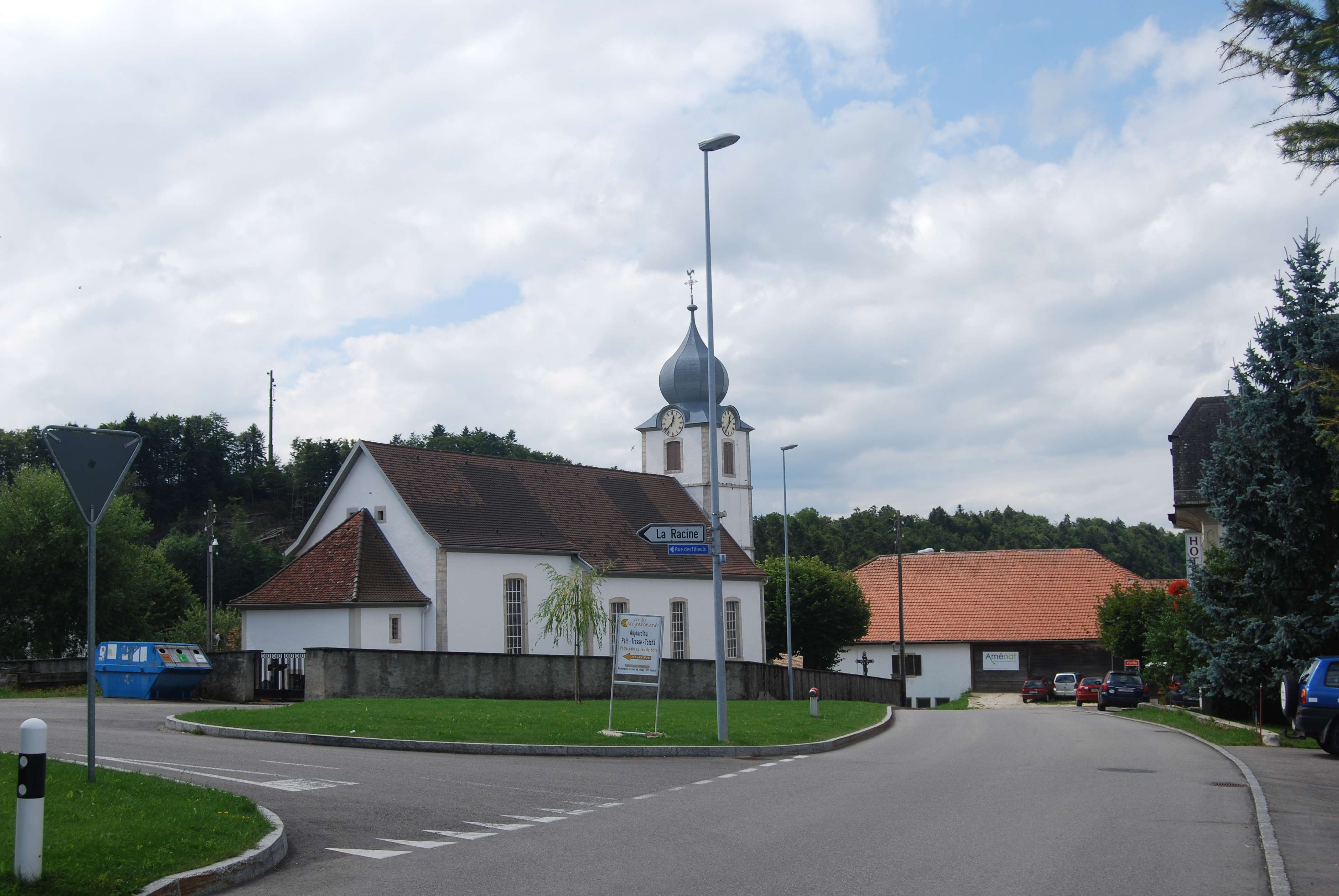
Iglesia de Saulcy.